# Human Error: Ways to Selfdestruction
Human Error: Ways to Selfdestruction è il primo album in studio del gruppo musicale blackened death metal polacco Crionics, pubblicato nel 2002.

## Tracce
1. Satanic Syndrome 666 – 3:51
2. Waterfalls of Darkness – 3:43
3. Lunatic Gate – 5:38
4. Hallowed Whores – 4:13
5. Crionics – 3:46
6. Episode of the Falling Star – 5:04
7. Matrix of Piety – 4:08
8. Precipice Gaped – 4:21
9. Sacrosanct Strength – 3:44
10. Indoctrination Procedure – 6:12